# Jörgen Sundelin
Jörgen Lars Sundelin (* 15. März 1945 in Stockholm) ist ein ehemaliger schwedischer Segler.

## Erfolge

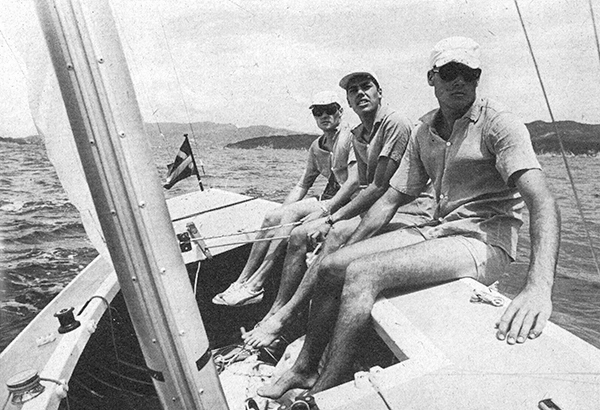
Jörgen, Peter und Ulf Sundelin an Bord 5,5-Meter-Klasse

Jörgen Sundelin, der Mitglied im Kungliga Svenska Segelsällskapet war, nahm dreimal an Olympischen Spielen teil. Bei den Olympischen Spielen 1968 in Mexiko-Stadt war er Mitglied der Crew des schwedischen Bootes, die außerdem aus Sundelins Brüdern Ulf (Skipper) und Peter (Crew) bestand. Die Brüder dominierten die Regatta der 5,5-Meter-Klasse mit fünf Siegen bei insgesamt sieben Wettfahrten und einem Streichergebnis. Sie wurden mit acht Punkten somit deutlich vor dem Schweizer Boot um Louis Noverraz und dem von Robin Aisher angeführten britischen Boot Olympiasieger. Vier Jahre darauf traten die Sundelin-Brüder bei den Spielen in München, deren Segelregatten im Olympiazentrum Schilksee in Kiel durchgeführt wurden, in der Drachen-Klasse an, da die 5,5-Meter-Klasse nicht mehr olympisch war. Mit 67,4 Punkten schlossen sie den Wettbewerb auf dem sechsten Platz ab. Bei den Spielen 1976 in Montreal war Jörgen Sundelin Skipper des schwedischen Bootes in der Klasse Soling und platzierte sich mit seinem Bruder Peter und seinem Cousin Stefan auf dem neunten Rang.
Auch bei Weltmeisterschaften waren die drei Brüder zusammen sehr erfolgreich. 1965 gewannen sie in Sandhamn zunächst im Drachen die Bronzemedaille, ehe ihnen am selben Ort vier Jahre später der Gewinn der Silbermedaille in der 5,5-Meter-Klasse gelang. 1971 wurden sie in Hobart im Drachen gemeinsam Weltmeister.
Wie sein Bruder Peter spielte Jörgen auch Eishockey beim Skuru IK.